# R0-matrice

En mathématiques, une R0-matrice est une matrice carrée réelle apportant des propriétés particulières aux problèmes de complémentarité linéaire. Ces propriétés, difficilement exprimables en quelques mots, sont décrites dans la définition donnée ci-dessous.

## Définitions
Les propriétés équivalentes pouvant servir de définition aux {\displaystyle R{ind|0}}-matrices requièrent le rappel de quelques notions.
- Pour un vecteur {\displaystyle v\in \mathbb {R} ^{n}}, la notation {\displaystyle v\geqslant 0} signifie que toutes les composantes {\displaystyle v_{i}} du vecteur sont positives. Étant donnés une matrice réelle carrée {\displaystyle M\in \mathbb {R} ^{n\times n}} et un vecteur {\displaystyle q\in \mathbb {R} ^{n}}, un problème de complémentarité linéaire consiste à trouver un vecteur {\displaystyle x\in \mathbb {R} ^{n}} tel que {\displaystyle x\geqslant 0}, {\displaystyle Mx+q\geqslant 0} et {\displaystyle x^{\!\top }(Mx+q)=0}, ce que l'on écrit de manière abrégée comme suit :

{\displaystyle {\mbox{CL}}(M,q):\qquad 0\leqslant x\perp (Mx+q)\geqslant 0.}
- Une fonction définie sur {\displaystyle \mathbb {R} ^{n}} à valeurs réelles est dite coercive si elle a ses ensembles de sous-niveau bornés, ce qui revient à dire qu'elle tend vers l'infini si {\displaystyle \|x\|\to \infty }.

On peut à présent donner la définition d'une {\displaystyle \mathbf {R_{0}} }-matrice.
R0-matrice — On dit qu'une matrice carrée réelle {\displaystyle M\in \mathbb {R} ^{n\times n}} est une R0-matrice si l'une des propriétés équivalentes suivantes est vérifiée :
1. l'unique solution du problème {\displaystyle {\mbox{CL}}(M,0)} est la solution nulle,
2. quel que soit {\displaystyle q\in \mathbb {R} ^{n}}, la fonction {\displaystyle x\mapsto \|\min(x,Mx+q)\|} est coercive,
3. la fonction {\displaystyle x\mapsto \|\min(x,Mx)\|} est coercive.

On note {\displaystyle \mathbf {R_{0}} } l'ensemble des R0-matrices d'ordre quelconque. On appelle R0-matricité la propriété d'une matrice d'appartenir à {\displaystyle \mathbf {R_{0}} .}
Le lien entre le problème {\displaystyle {\mbox{CL}}(M,0)} et la fonction {\displaystyle x\mapsto \|\min(x,Mx)\|} vient du fait que {\displaystyle x} est solution de {\displaystyle {\mbox{CL}}(M,0)} si, et seulement si, {\displaystyle \min(x,Mx)=0} (l'opérateur {\displaystyle \min } agit composante par composante).

## Propriété

### Lien avec la copositivité
Une covaleur propre ou valeur propre de Pareto {\displaystyle \mu \in \mathbb {R} } d'une matrice réelle symétrique {\displaystyle M\in \mathbb {R} ^{n\times n}} est une valeur critique du problème d'optimisation
{\displaystyle \min _{{x\in \mathbb {R} ^{n} \atop \|x\|=1} \atop x\geqslant 0}\;x^{\!\top }Mx,}
c'est-à-dire la valeur du critère {\displaystyle \mu =x^{\!\top }Mx} en un point stationnaire de ce problème, ce qui revient à dire que le problème de complémentarité linéaire ci-dessous à une solution {\displaystyle x} non nulle :
{\displaystyle 0\leqslant x\perp (M-\mu I)x\geqslant 0.}
D'après la définition 1 de la R0-matricité, on voit que, pour une matrice symétrique, cette notion revient à dire que la matrice n'a pas de covaleur propre nulle. Il peut être utile de rapprocher cette définition de celle des valeurs propres d'une matrice symétrique, lesquelles peuvent être obtenues comme valeurs critiques du quotient de Rayleigh, sans la contrainte de positivité utilisée ici.